# Phrynus whitei
Espèce
Phrynus whitei est une espèce d'amblypyges de la famille des Phrynidae.

## Distribution
Cette espèce se rencontre au Costa Rica, au Nicaragua, au Honduras, au Salvador, au Guatemala et au Mexique au Jalisco, au Veracruz et au Chiapas.

## Description

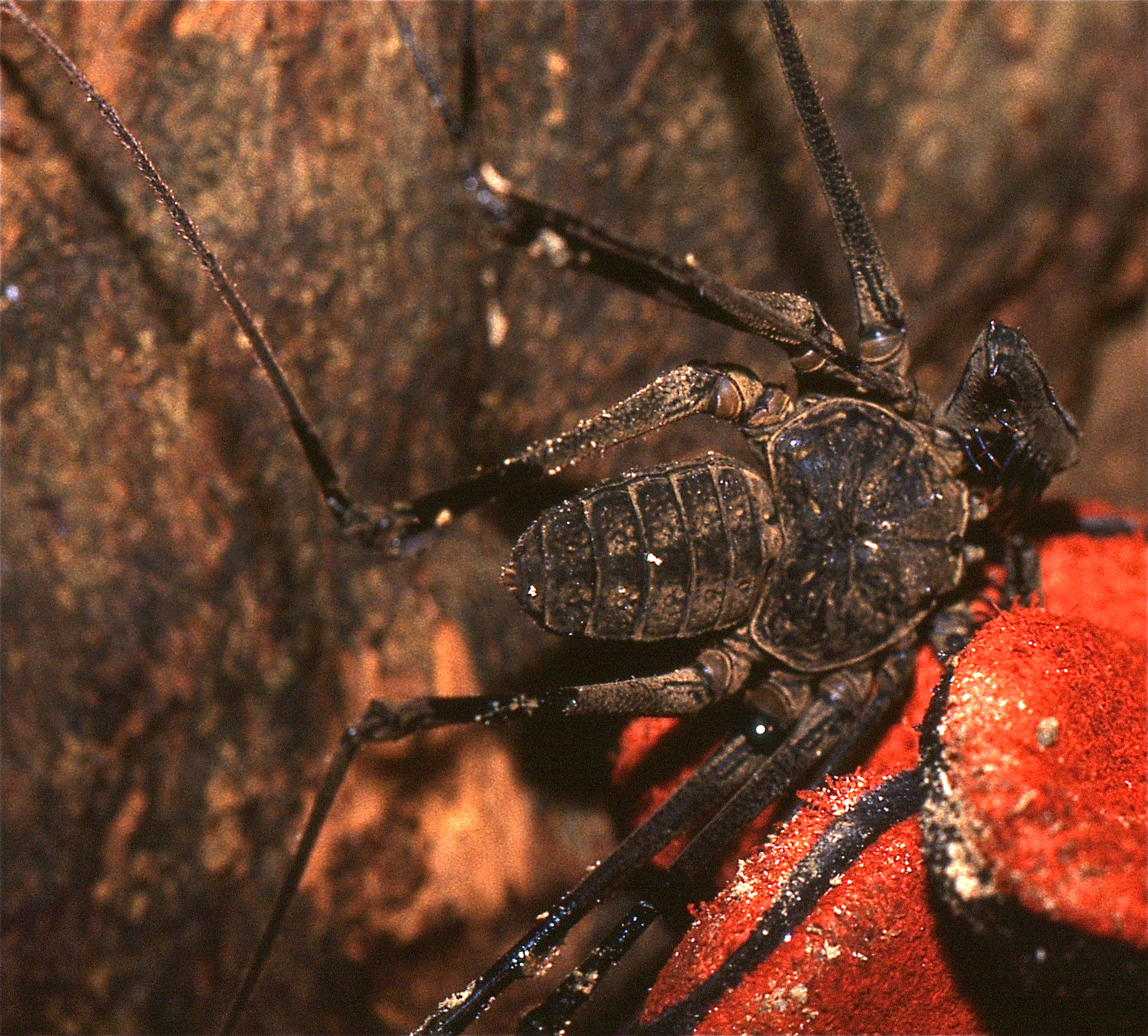
Phrynus whitei

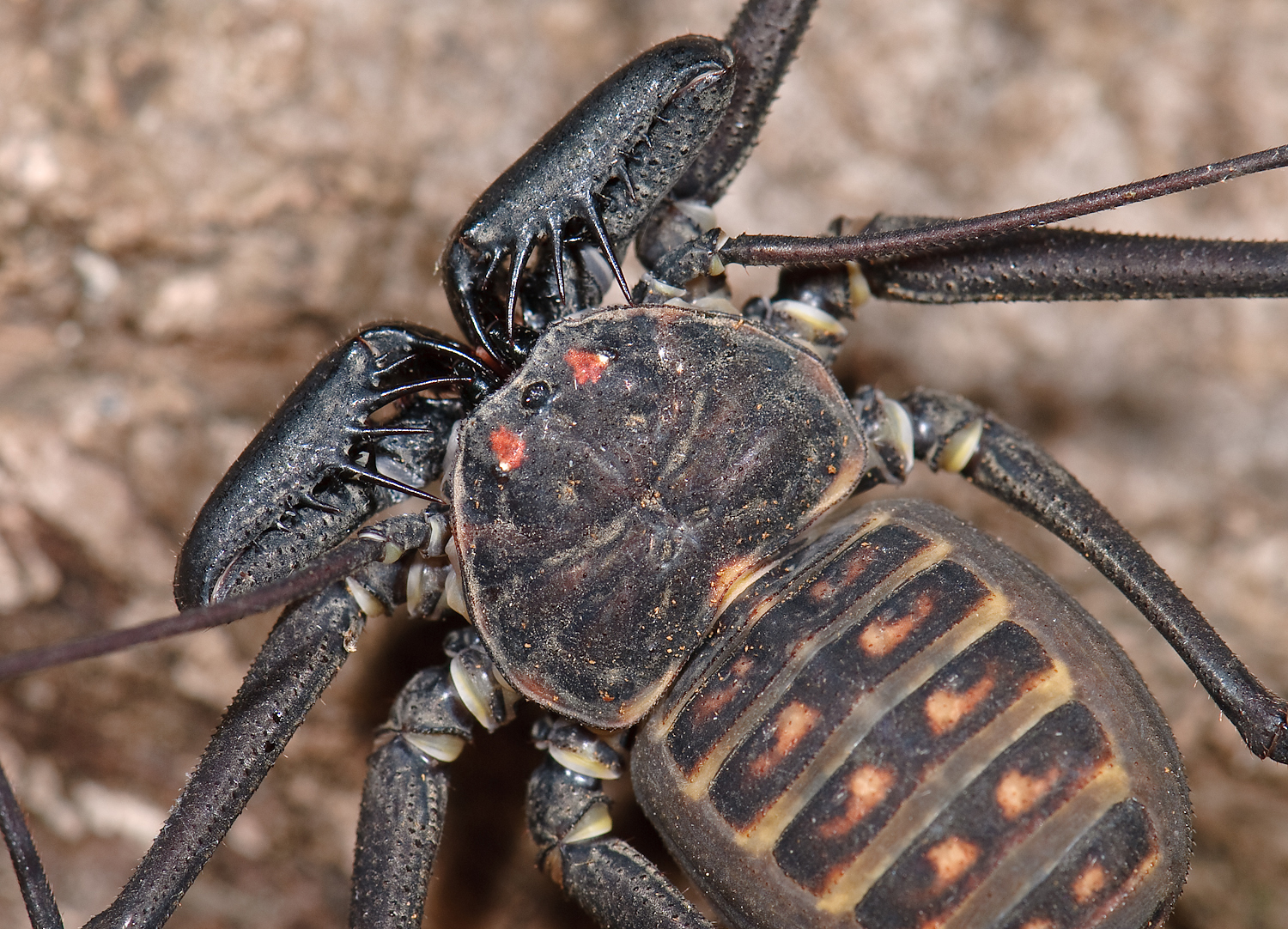
Phrynus whitei

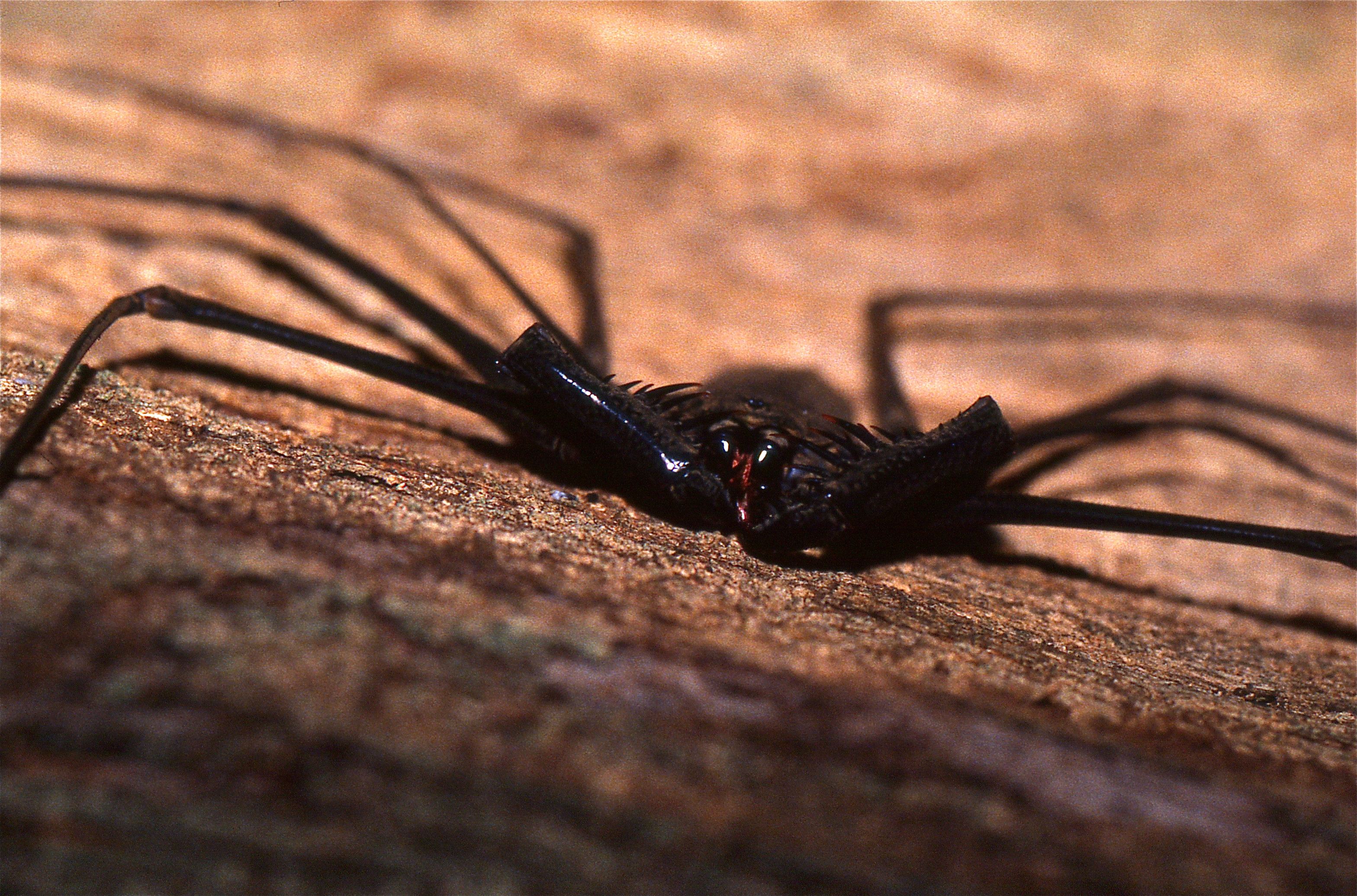
Phrynus whitei

Le mâle mesure jusqu'à 22 mm.

## Publication originale
- Gervais, 1842 : Entomologie. L'Institut, Journal Universel des Sciences et des Sociétés Savantes en France et a l'Étranger, 1re Section 10, p. 76.